# جیدارنات
جیدارنات (به انگلیسی: Kedarnath) یک منطقهٔ مسکونی در هند است که در بخش رودر پریاگ واقع شده‌است. جیدارنات ۲٫۷۵ کیلومتر مربع مساحت و ۶۱۲ نفر جمعیت دارد و ۳٬۵۵۳ متر بالاتر از سطح دریا واقع شده‌است.